# María Prymachenko
Maria Oksentiivna Prymachenko (en ucraniano: Марія Оксентіївна Примаченко Bolotnia, 13 de enero de 1908-Ibidem, 18 de agosto de1997). Fue una pintora ucraniana, representante del arte naíf y folclórico ucraniano, laureada con el premio Nacional de Ucrania Tarás Shevchenko y una de las pintoras ucranianas más famosas.  El año 2009 fue declarado como el año de Maria Prymachenko por la UNESCO.

## Apellido
De acuerdo con la pintora, su apellido es Pryimachenko, y Prymachenko es su variante rusa. En otras ocasiones ella respondía que es Prymachenko porque de esta manera lo usaban en su pueblo natal. En sus cuadros firmaba como Prymachenko o solamente como M. P.
En la directiva del Presidente de Ucrania Víctor Yuschenko, sobre la conmemoración del centenario del nacimiento de Mariya Prymachenko, se usa la variante Pryimachenko, pero la familia de la pintora insiste en el variante Prymachenko. En 2010, de conformidad con la resolución del Tribunal Supremo Administrativo, fue establecido que la variante correcta del apellido es Prymachenko según el certificado de pensiones, certificado de defunción y el certificado de herencia.

## Biografía
Nació en el pueblo de Bolotnia, actualmente distrito de Ivankiv, en el óblast de Kiev, donde pasó toda su vida. Su padre, Oksentiy Grygorovych, era carpintero y hacía vallas estilizadas. Su madre, Paraska Vasylivna, era una maestra de bordado. Durante la infancia Maria sufrió de una enfermedad grave – poliomielitis, lo que la hizo muy seria y observadora, afinó su audición y visión. Pero ella era fuerte y a pesar de todas las adversidades llegó a casarse (aunque su marido falleció durante la guerra) y a ser madre (su hijo Fedir también es pintor).
“Todo empezó así” - recordaba la pintora. “Una vez cerca de casa, junto al río, en una pradera llena de flores donde llevaba a pastar los gansos, dibujaba en la arena diferentes flores que había visto, y después vi arcilla azulada. La cogí y pinté nuestra casa...” Los que vinieron a ver esa maravilla hecha por las manos de una niña la alababan y le pidieron que decorara sus casas.
En Kiev, Prymachenko se sometió a dos operaciones que le permitieron mantenerse de pie sin ayuda. Además, allí conoció a su pareja, Vasyl Marynchuk. En marzo de 1941, su hijo uk nació en Kiev. Ella y Marynchuk no tuvieron tiempo de casarse antes de que él fuera a la guerra; no volvió, muriendo en Finlandia. El hermano de Prymachenko fue asesinado por los nazis. Regresó a Ivankiv y trabajó en una granja colectiva. Fedir también se convirtió en un artista popular y un maestro de la ingenuidad; murió en 2008. Los nietos de Prymachenko, Petro e Iván, también se convirtieron en artistas.
El talento de Prymachenko fue descubierto en 1936 por una maestra de bordado, Tetiana Floru de Kiev. También se dice que Maria Prymachenko demostró su talento en escultura cerámica, pero por desgracia solo se preservó una obra en este estilo, “Krokodyl”. Por la participación en una exhibición de arte obtiene un diploma de primer nivel. Desde entonces sus obras se exponen en París, Varsovia, Sofía, Montreal y Praga.

## Obras

Estampilla de Ucrania con una obra de Prymachenko.

Maria Prymachenko se inspiraba mucho en la naturaleza de Polissia, pero también su obra está relacionada con el arte antiguo. El cuerpo de los animales consiste en dos piezas con límite entre el cuerpo y la cabeza, el método que utiliza Maria Prymachenko proviene de los tiempos del paleolítico. En sus obras se aplican imágenes de monstruos y pájaros fantásticos paganos de la mitología eslava. Como si ella sintetizara la experiencia de muchas generaciones de artesanos. Las obras de Prymachenko son una concentración de impresiones, cuentos, leyendas y de la vida en sí. El proceso artístico es un fenómeno del pensamiento, fantasía y subconsciente. A veces las obras nacen soñando y después por la mañana se pasan al papel. Las obras de Prymachenko también nacían por asociaciones inesperadas “Miro en el suelo y veo que hay un animal, y este es un jinete”  dijo una vez.
A mediados de la década de 1960, en las exhibiciones, su trabajo fue representado en su mayoría por temas florales y de aves. A Maria Prymachenko no le gustaban los espacios grandes y blancos para dibujar, le parecían muertos, por eso en cualquiera de sus obras se encuentran fondos de tierra, agua, cielo cubierto de líneas horizontales o verticales, paréntesis, puntos claros en el cielo (nubes), puntos oscuros – en la tierra y agua (hierba, olas).
El conjunto de las obras animalistas es un fenómeno único y no tiene análogos en el arte nacional o mundial. Las obras son como dibujos populares pero los animales fantásticos son una obra de la imaginación de la artista, porque no existen en la realidad. “Dykiy chaplun” viene de la palabra chapaty - debido a sus patas que le permiten atravesar las espesuras secretas de la vida.
En el museo de Kiev hay una de sus obras tempranas (1935), en la que se encuentra una criatura simiesca. La pintora vivió en el pueblo hasta 1936 y nunca vio un mono con sus propios ojos, por eso el mono humanizado recuerda más a una de sus vecinas. 
No tiene secretos profesionales, pintaba con aguada o acuarelas, pero prefería la aguada. Empezaba con el pincel y solo después usaba la pintura. En 1986 hizo una serie sobre Chornobyl (su pueblo Bolotnia se sitúa en la zona de exclusión de 30 kilómetros).

## Premios y reconocimientos
En 1966, Prymachenko recibió el Premio Nacional Taras Shevchenko de Ucrania . La Organización de las Naciones Unidas para la Educación, la Ciencia y la Cultura (UNESCO) declaró que 2009 fue el año de Prymachenko. El mismo año, el bulevar Likhachev en Kiev fue renombrado en su honor. Un pequeño planeta 14624 lleva su nombre.

## Plagio de la obra
A finales de mayo de 2013 tuvo lugar un conflicto en Finlandia. Los periodistas de «Helsingin Sanomat», obtuvieron información de que la empresa Marimekko, que produce utensilios para la casa, en 2007 utilizó en sus productos dibujos  muy similares a la obra de Prymachenko de 1961 «Rata en el camino». En la obra de la artista se encuentra un animal que viaja por un bosque y que lleva un trineo con sus crias. El dibujo de una diseñadora finlandesa, llamado «gente forestal» difiere sólo en que representa árboles sin ratas. La empresa «Marimekko» y su diseñadora Kristina Isola admitieron el plagio y se disculparon por el incidente: «No pensaba en los derechos de autor o en que me apropiaba del trabajo de otro. Sentía que “La gente forestal” era tan íntimo que quería compartir este sentimiento con tanta gente como fuera posible. Entiendo que cometí un error. Me da vergüenza».
El escándalo fue agravado porque  la aerolínea finlandesa «Finnair» que coopera con «Marimekko» puso este dibujo sobre uno de sus aviones «Airbus A330», que realiza vuelos a Nueva York y al Lejano Oriente. El departamento de prensa de la compañía aérea, de acuerdo con «Associated Press», se comprometió a eliminar rápidamente la imagen de sus aviones.
El escándalo del plagio ha causado un fuerte aumento del interés de los finlandeses por las obras de la artista ucraniana. Tras el conflicto, en la Wikipedia finlandesa inmediatamente apareció un artículo sobre Maria Primachenko.

## Pérdida de obras
El Museo Histórico y de Historia Local de Ivankiv, en el que se conservaban varias obras de Prymachenko, ardió en llamas tras un ataque deliberado a museos durante la invasión rusa de Ucrania en 2022. Se reportó la pérdida de 25 de sus obras. Sin embargo, según una publicación en las redes sociales de la periodista Tanya Goncharova, residentes locales lograron salvar algunas de las obras de Prymachenko del incendio. Según una entrevista con la bisnieta de Prymachenko, Anastasiia Prymachenko, en The Times,  diez de sus obras fueron salvadas por un hombre local que entró al museo mientras estaba en llamas.
Vlada Litovchenko, directora de la Reserva histórico-cultural de Vyshgorod, señaló que el museo albergaba no solo obras de Prymachenko, sino también de otros artistas ucranianos, como Hanna Veres; asimismo, declaró: «Otra de las pérdidas irreparables para la autoridad histórica y cultural de Ucrania es la destrucción del Museo histórico-cultural de Ivankiv por parte del agresor en estos días infernales para nuestro país».